# Hugo Neumann (Rechtsanwalt)
Hugo Neumann (Pseudonym: Felix Norbert; * 8. Mai 1882 in Berent, Westpreußen; † 4. September 1962 in Paris) war ein deutscher Jurist und Schriftsteller.

## Leben
Hugo Neumann studierte Rechtswissenschaften an den Universitäten in Berlin, Königsberg und Heidelberg, wo er im Juni 1904 mit einer Arbeit über die „öffentlich-rechtliche Stellung der Ärzte“ zum Dr. jur. promovierte. Bis in die 1930er Jahre arbeitete er als Rechtsanwalt und Notar in Danzig. Politisch betätigte er sich dort auch als liberaler Abgeordneter im Danziger Volkstag und als ehrenamtlicher Senator. 1926 gehörte er zur Delegation der Freien Stadt Danzig beim Völkerbund zur Verhandlung über die Völkerbundanleihe.
Im Jahr 1938 siedelte Neumann aufgrund des wachsenden Einflusses der Nationalsozialismus auf die Regierung der Freien Stadt Danzig nach Paris über. Nach dem Zweiten Weltkrieg wirkte er von 1945 bis 1948 als französischer Rechtsberater im Alliierten Kontrollrat in Berlin.
In der Schweiz war er seit 1956 Präsident des Verwaltungsrates der Internationalen Treuhand AG.
Unter dem Pseudonym Felix Norbert legte Neumann einen Band mit Erzählungen und einen Roman vor. Unter seinem eigenen Namen veröffentlichte er eine Novelle und seine Lebenserinnerungen.

## Werke
- Die öffentlich-rechtliche Stellung der Ärzte, Heidelberg 1904. (Dissertation; als Hugo Neumann)
- Schicksal und Anteil. 3 Erzählungen, Berlin 1948. (mit Hedy Zeiler; unter dem Namen Felix Norbert veröffentlicht)
- Finale. Blätter aus einem Danziger Tagebuch, Berlin s. a. [1948]. (unter dem Namen Felix Norbert veröffentlicht)
- Barbara, Berlin 1948. (unter dem Namen Hugo Neumann veröffentlicht)
- Von der Weichsel zur Seine, 1951. (Erinnerungen)